# Articolazione scapolo-omerale
L'articolazione scapolo-omerale, detta anche articolazione della spalla o glenomerale, è l'articolazione che collega la scapola all'omero, in corrispondenza della spalla.

## Tipologia di articolazione
L'articolazione glenomerale è un'articolazione sinoviale sferoidale (enartrosi) multiassiale, che unisce la cintura scapolare e la parte libera dell'arto superiore. Le superfici articolari, rivestite di cartilagine ialina, sono rappresentate dalla cavità glenoidea della scapola e dalla testa dell'omero.

## Descrizione anatomica

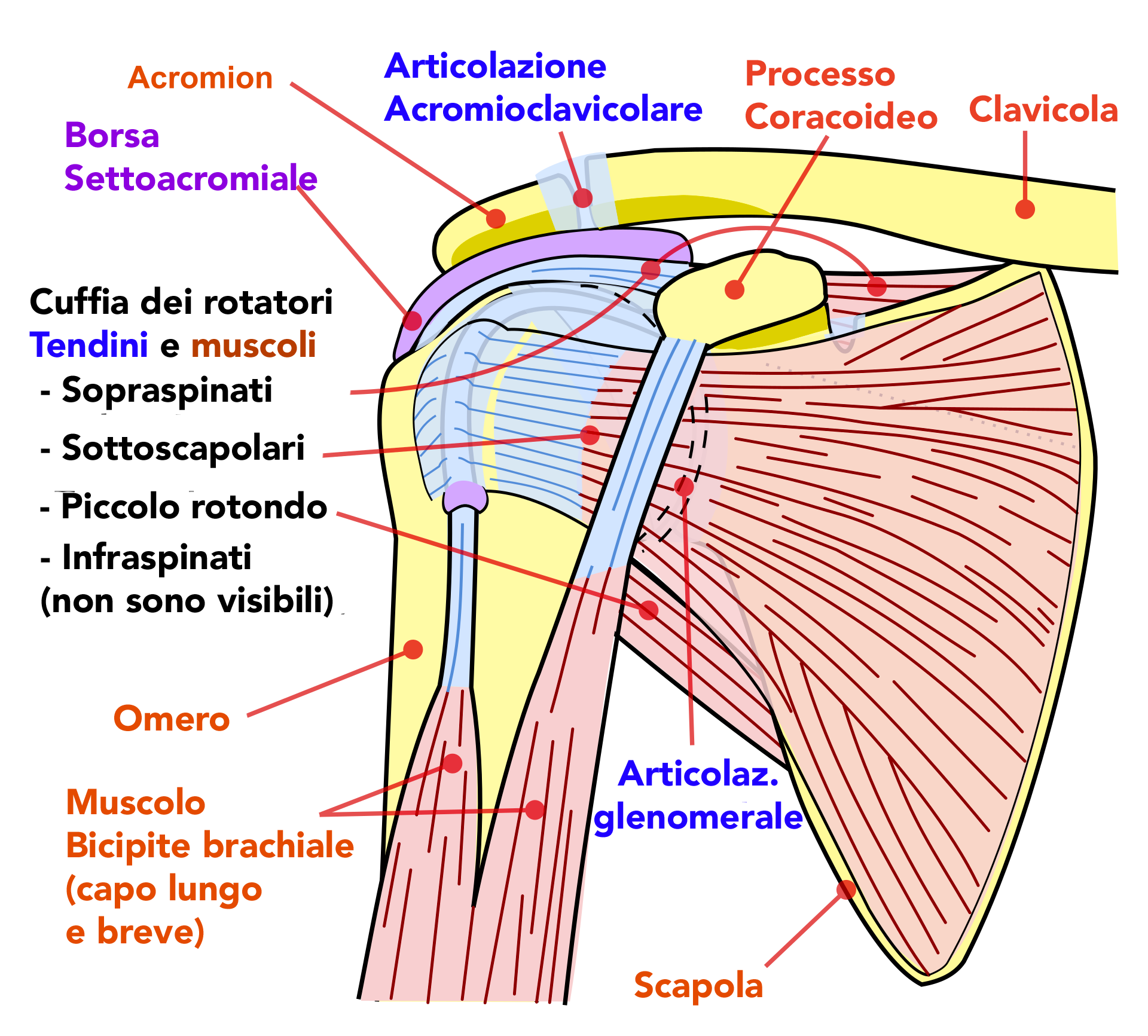
Articolazione gleno-omerale, fronte

### Cavità glenoidea
La cavità glenoidea della scapola è una superficie ovalare, leggermente concava, che accoglie la testa dell'omero. Essa è leggermente più profonda rispetto alla testa dell'omero, per dar spazio al cercine glenoideo (detto anche labbro glenoideo), una bordo fibrocartilagineo che aderisce perifericamente al contorno della cavità glenoidea.

### Testa dell'omero
La testa corrisponde a circa un terzo di sfera piena, rivestita di cartilagine ialina che si interrompe a livello del collo anatomico dell’omero.

## Mezzi di unione

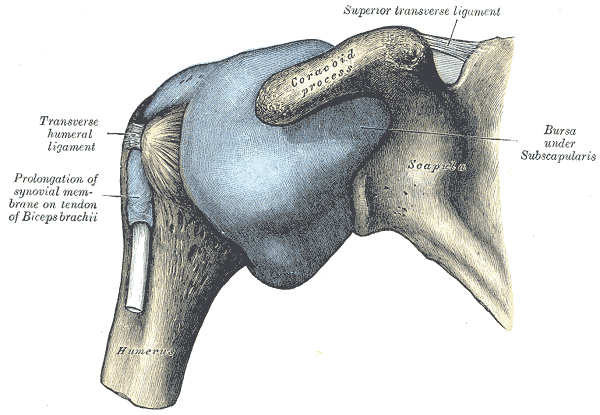
Immagine della capsula articolare

### Capsula articolare
Quest'articolazione è mantenuta stabile dalla capsula articolare, una membrana fibrosa, sottile e così lassa che permette l'allontanamento delle superfici articolari di circa 3 cm (lussazione). La capsula si fissa prossimalmente sul labbro glenoideo e distalmente sul collo chirurgico dell'omero. I principali tendini dei muscoli che dalla scapola scendono verso l'omero aderiscono alla sua superficie, rinforzandola. Nella sua porzione inferiore la capsula è piuttosto lassa e presenta il recesso ascellare, che contribuisce all'ampio intervallo di movimenti possibili.

### Legamenti
Oltre a questi rinforzi tendinei ce ne sono altri di natura legamentosa, che si distinguono in propri e a distanza. I legamenti propri sono fasci fibrosi longitudinali che vengono chiamati legamenti gleno-omerali, e si distinguono in superiore, medio e inferiore. L'unico legamento a distanza è il legamento coraco-omerale.

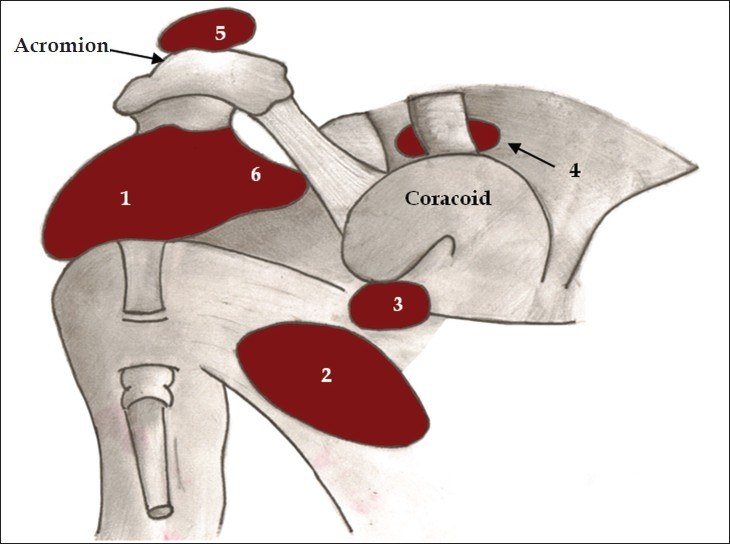
Illustrazione con le borse sierose nell'articolazione

| Legamenti                       | Decorso |
| ------------------------------- | --- |
| Legamento coracomerale          | Dal margine laterale del processo coracoideo della scapola fino al tubercolo maggiore dell’omero.                        |
| Legamento glenomerale superiore | Dalla porzione superiore della cavità glenoidea e si inserisce al collo anatomico dell’omero, sopra il tubercolo minore. |
| Legamento glenomerale medio     | Dal contorno anteriore della cavità glenoidea e si porta alla base del tubercolo minore dell’omero.                      |
| Legamento glenomerale inferiore | Dal contorno anteroinferiore della cavità glenoidea e si porta al collo anatomico dell’omero.                            |
| Legamento trasverso dell'omero  | Decorre dal tubercolo maggiore al tubercolo minore dell’omero.                                                           |

### Borse sierose
La capsula articolare è protetta da una serie di borse sierose che ne facilitano anche la mobilità. Si trovano quindi le borse sottoscapolare, sottocoracoidea e sottoacromiale interposte tra la capsula e rispettivamente il muscolo sottoscapolare, il processo coracoideo e l'acromion della scapola; la borsa sottodeltoidea e bicipitale che proteggono la capsula dal muscolo deltoide e il muscolo bicipite. Quando il tendine del capo lungo di quest'ultimo penetra nella capsula, viene avvolto nella ‘'guaina sinoviale bicipitale'’ che lo accompagna fino al cercine glenoideo dove si fissa.
Un ulteriore sostegno è fornito dai quattro muscoli che costituiscono la cuffia dei rotatori.
| Membrana sinoviale                                        | Strutture anatomiche coinvolte |
| --------------------------------------------------------- | --- |
| Borsa sottotendinea                                       | Muscolo sottoscapolare |
| Guaina tendinea intertubercolare                          | Tendine del muscolo bicipite brachiale                                                                                               |
| Borsa sottoacromiale                                      | Tra l'acromion e la faccia superiore della capsula articolare                                                                        |
| Borsa sottodeltoidea                                      | Muscolo deltoideo |
| Borsa del muscolo coracobrachiale (borsa sottocoracoidea) | Tra la capsula articolare e le origini comuni dei muscoli piccolo pettorale e coracobrachiale dal processo coracoideo della scapola. |

### Muscoli
L'articolazione glenomerale è consolidata da un insieme di dieci muscoli:
| Muscoli                                    | Origini | Inserzioni                                             |
| ------------------------------------------ | --- | ------------------------------------------------------ |
| Muscolo grande pettorale                   | Clavicola, sterno, dalle prime sei cartilagini costali e dal foglietto anteriore della guaina del muscolo retto dell'addome | Solco intertubercolare e tubercolo maggiore dell'omero |
| Muscolo deltoide                           | Terzo laterale della clavicola                                                                                              | Tuberosità deltoidea dell'omero                        |
| Capo lungo del muscolo tricipite brachiale | Tubercolo sottoglenoideo della scapola                                                                                      | Olecrano dell'ulna                                     |
| Muscolo grande rotondo                     | Aspetto posteriore dell'angolo inferiore della scapola                                                                      | Solco intertubercolare dell'omero                      |
| Muscolo sopraspinato                       | Fossa sovraspinata della scapola                                                                                            | Parte superiore del tubercolo maggiore dell'omero.     |
| Muscolo grande dorsale                     | I processi spinosi delle 6-12 vertebre toraciche e delle vertebre lombari, le ultime 3 o 4 coste e la cresta iliaca         | Margine mediale del solco intertubercolare dell'omero. |
| Muscolo grande pettorale                   | Superficie posteriore della scapola.                                                                                        | Solco intertubercolare dell'omero.                     |
| Muscolo sottospinato                       | Fossa infraspinata della scapola.                                                                                           | Tubercolo maggiore dell'omero (trochite).              |
| Muscolo piccolo rotondo                    | Bordo laterale della superficie dorsale della scapola.                                                                      | Tubercolo maggiore dell'omero (trochite).              |
| Muscolo sottoscapolare                     | Fossa sottoscapolare. | Tubercolo minore dell'omero (trochine).                |

## Aspetto clinico

### Lussazione dell'articolazione gleno-omerale
Poiché le superfici articolari dell'articolazione sono poco congruenti, un trauma può causare una lussazione dell'articolazione, talvolta accompagnata da frattura dell'omero e/o della cavità glenoidea.

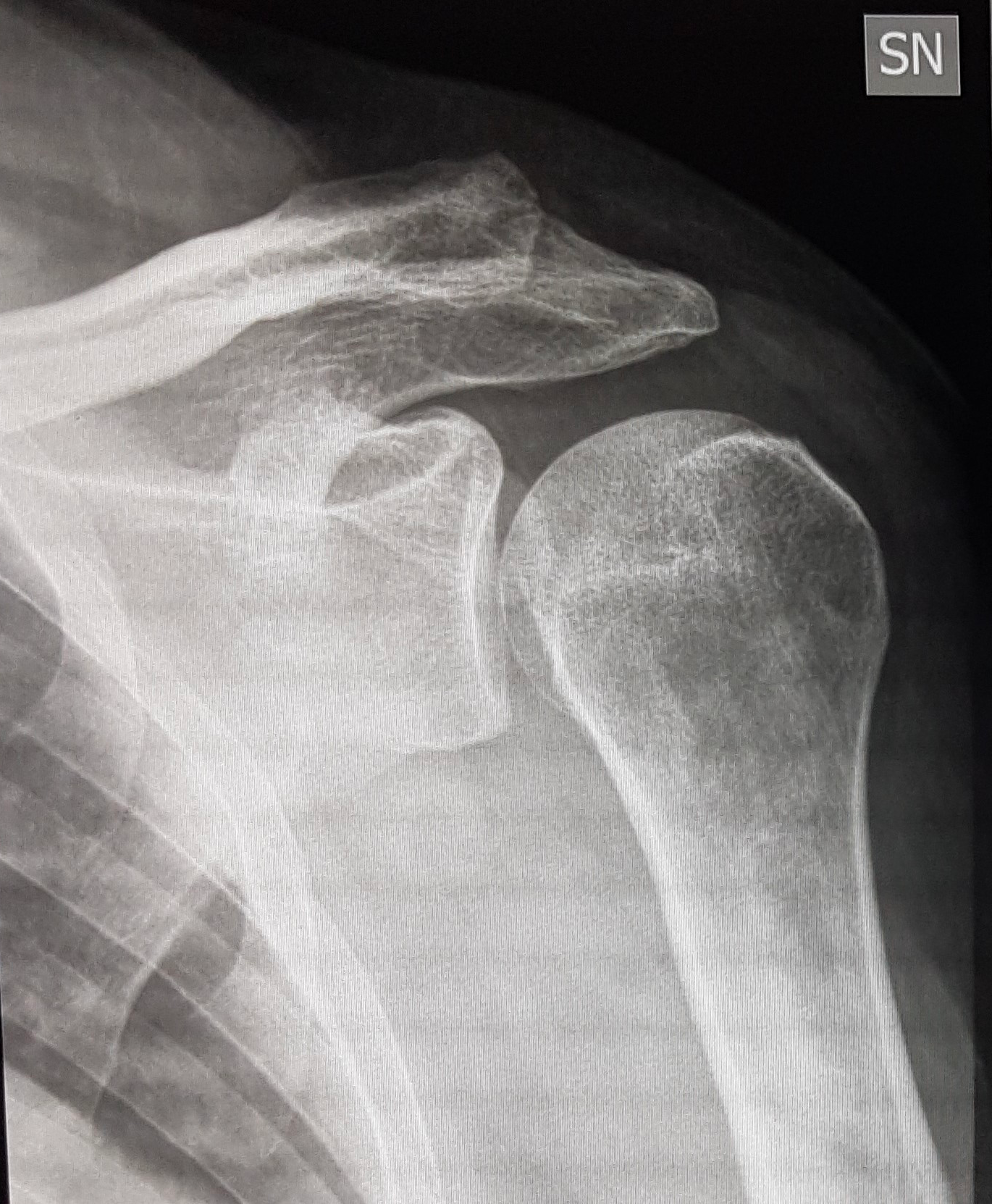
Articolazione scapolo-omerale nella sua sede normale.

È più instabile anteroinferiormente, di conseguenza la maggior parte delle lussazioni avviene anteriormente, e si verifica quando il braccio è costretto indietro mentre è in abduzione, rotazione esterna ed estensione. La spalla lussata perde il suo normale contorno e l'acromion viene a trovarsi più lateralmente.
La lussazione posteriore è rara e si verifica a seguito di movimenti violenti, che inducono un'energica rotazione interna con adduzione.

### Infiammazione della cuffia dei rotatori
La patologia della cuffia dei rotatori è una sindrome dolorosa, caratterizzata da un'eziologia multifattoriale, nella quale si rileva un impatto severo, acuto o cronico, dei tendini della cuffia dei rotatori con la superficie inferiore dell'arco coraco-acromiale.
La cuffia urta contro l'arco coraco-acromiale quando l'omero è abdotto, flesso e ruotato internamente. Anatomicamente, il tendine del muscolo sopraspinato è quello maggiormente interessato dall'impatto (sindrome da conflitto subacromiale).